# Биологические ресурсы Армении

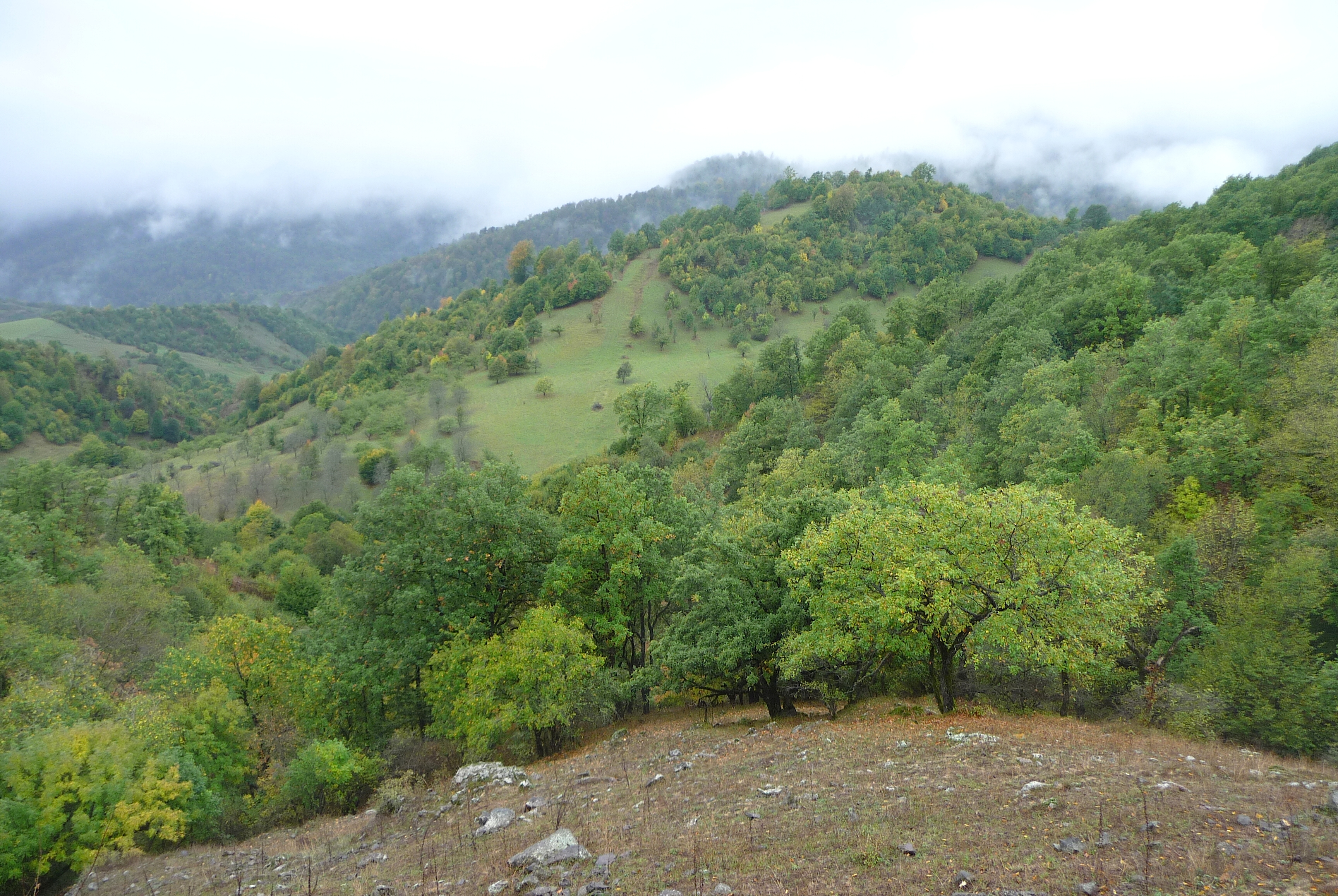
Дилижан — область распространения древесных ресурсов

Специфическое отличие биологических ресурсов Армении — относительно большой процент видов, используемых в различных сферах деятельности человека.
Биоресурсы Армении включают генетические ресурсы, организмы и их части, популяции или любые другие биотические компоненты экосистем, имеющие фактическую или потенциальную полезность или ценность для человечества.
| Вид биоресурса                                    | Экономическая оценка (млн. драм) | Принципы оценки                                                                           |
| ------------------------------------------------- | -------------------------------- | ----------------------------------------------------------------------------------------- |
| Лесной фонд                                       | 630000000                        | Общий запас древесины (42000 млн м³) умножен на среднюю цену 1 м³ пней (15000 драм)       |
| Естественные кормовые угодья (сенокосы, пастбища) | 750-1000                         | Общая территория сенокосов и пастбищ умножена на ставку, определенную для 1 га            |
| Лекарственные растения                            | 25                               | Подлежащий возможному сбору в течение года объём умножен на ставку, определенную для 1 кг |
| Кормовые растения                                 | 90                               | Подлежащий возможному сбору в течение года объём умножен на ставку, определенную для 1 кг |
| Плоды, ягоды                                      | 90                               | Подлежащий возможному сбору в течение года объём умножен на ставку, определенную для 1 кг |
| Рыбные запасы озера Севан                         | 36                               | Подлежащий возможному сбору в течение года объём умножен на ставку, определенную для 1 кг |
| Рыбные запасы иных водоемов                       | 25                               | Подлежащий возможному сбору в течение года объём умножен на ставку, определенную для 1 кг |

## Растительные ресурсы
Растительный мир Армении очень богат полезными растениями, которые могут использоваться в различных сферах. Раннее в Армении в разных целях использовались около 2000 видов лекарственных, пищевых, красильных, дубильных, технических и хозяйственно ценных диких растений.
Дикие растения Армении можно сгруппировать следующим образом:
| Вид ресурсов              | Описание |
| ------------------------- | --- |
| Пищевые и пряные растения | Представлены 282 видами цветковых растений, употребляющихся в свежем и обработанном виде. Немалая их часть (конский фенхель, эремурус, черемша и другие) вследствие человеческой деятельности стала редкой или находятся под угрозой уничтожения. Из произрастающих в Армении около 300 видов съедобных грибов населением используются около 10 видов. |
| Кормовые растения         | Кормовые угодья выделяются большим разнообразием растительных ценозов. Природные кормовые угодья занимают 834 тыс. га, из которых 140 тыс. га — сенокосы, 694 тыс. га — пастбища. При этом, для каждого ландшафтного пояса характерно определенное растительное сообщество. |
| Древесные ресурсы         | Древесина разных пород применяется, главным образом, в отоплении, строительстве, бытовых целях. Основными породами являются дуб, бук, граб. По последним данным учёта лесных ресурсов (1993 г.) общий запас древесины лесного фонда составляет 41.74 млн. м³, годовой прирост — 354 тыс. м³, полнота лесов — 0.54, бонитет — III-7. 40 % видового состава дендрофлоры Армении (120 видов) составляют дикорастущие плодовые растения, что открывает перспективы для выведения высокопродуктивных ценных сортов плодовоягодных растений, часть которых применяется в консервной промышленности и как стойкий подвой. |
| Лекарственные растения    | Имеют большой удельный вес во флоре Армении (≈ 10 %). Особое значение имеют боярышник, крушина, можжевельник, барбарис, шиповник, зверобой и др.. Некоторые лекарственные растения (бессмертник, мята, чабрец, лакричник, бриония) заготавливаются в больших количествах. |
| Медоносные виды           | Представлены около 350 видами, основные — клён, эспарцет, люцерна, липа, клевер и др. Наиболее важные территории производства мёда — бассейн озера Севан, Талинский и Мегринский районы. |

## Ресурсы животного мира

Армянский муфлон — объект охоты в Армении

### Млекопитающие
В Армении дикие животные используются в охотничьих, рыболовных и фармакологических целях. Из встречающихся в Армении 83 видов млекопитающих, объектом охоты являются около 20 видов — кавказский благородный олень, пятнистый олень, безоаровый козёл, армянский муфлон, бурый медведь, серна, кабан, речная выдра, нутрия, куница, ласка, волк, лиса, дикая (лесная) кошка, заяц и другие. Однако вследствие активной деятельности человека и недостаточного принятия природоохранных мер, многие из них числятся в Красной книге Армении и запрещены для использования.

### Птицы

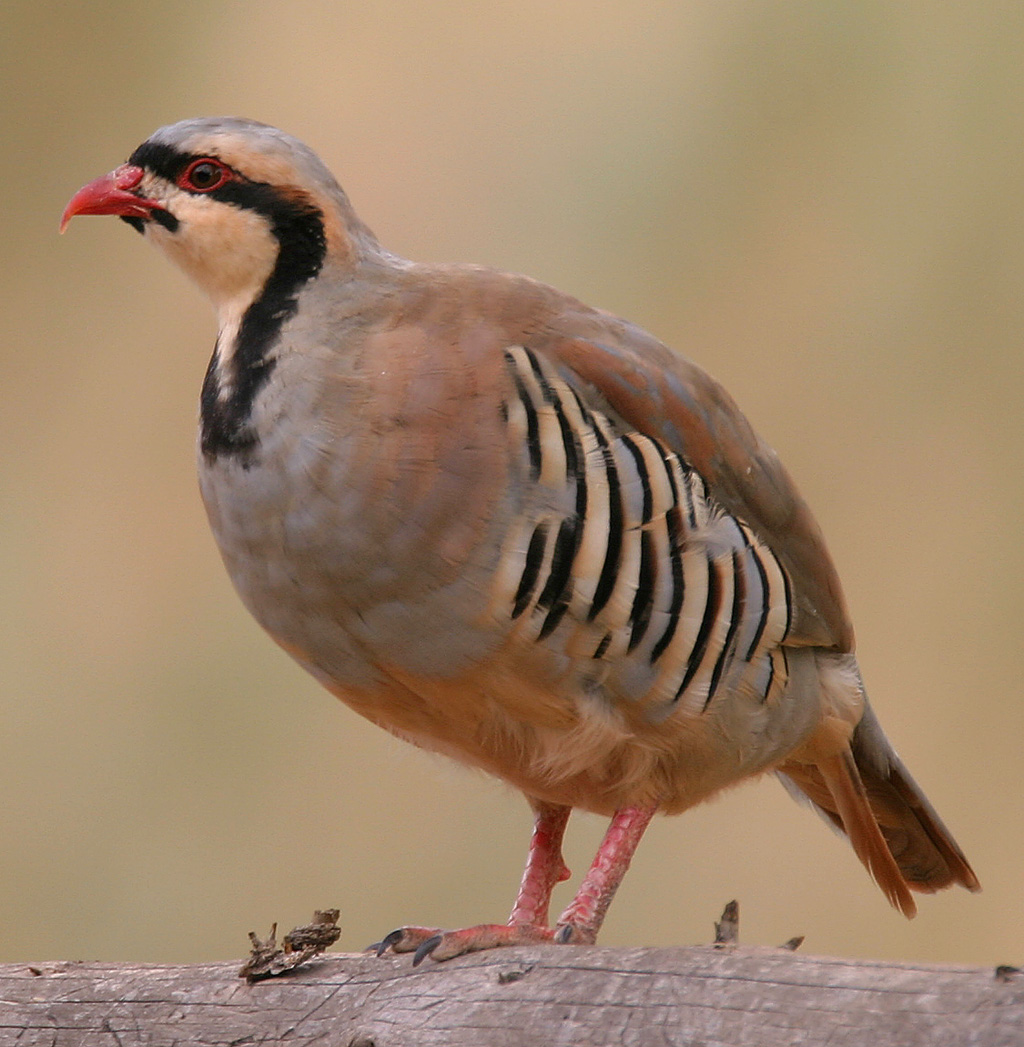
Каменная куропатка — представитель охотничьих птиц Армении

Птицы-объекты охоты представлены следующими видами: кавказский тетерев, улар, бурая куропатка, сизый голубь, каменная куропатка, лысуха чёрная, бекас чернушка, большой водолаз, малый водолаз, кряква, серая утка, перепел, лесной голубь, горлица, серый журавль, прелестный стрепет, бекас, серый гусь, пестрая утка и т. д. Кроме того, немалое количество составляют перелётные охотничьи птицы.
В Армении встречаются представители следующих групп охотничьих птиц:
| Птицы        | Количество охотничьих видов |
| ------------ | --------------------------- |
| Голуби       | 4                           |
| Курообразные | 3                           |
| Дрозды       | 2                           |
| Журавли      | 2                           |
| Стрепеты     | 3                           |
| Бекасы       | 30                          |
| Гагары       | 2                           |
| Водолазы     | 2                           |
| Гуси         | 23                          |
| Голенастые   | 4                           |
| Воробьиные   | 7                           |
| Всего        | 91                          |

Однако охоте подлежат не все виды, поскольку многие включены в Красную книгу Армении. В последнее десятилетие в республике не проводились работы по учёту популяций животных, за исключением некоторых промысловых видов, на основе чего Министерством охраны природы выдаются лицензии на охоту.

### Рыбы

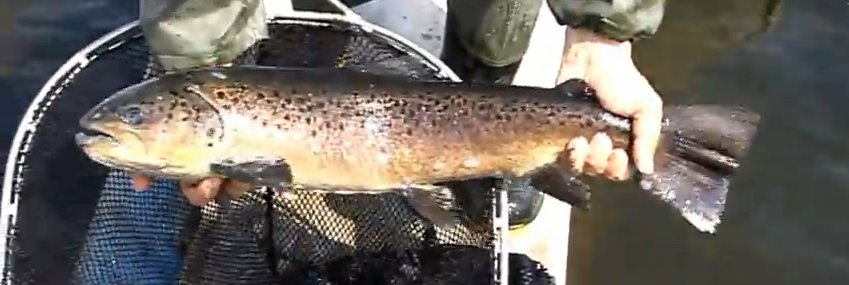
Подвид севанской форели гегаркуни, обитающий только в Армении

Водные бассейны Армении богаты ценными видами рыб. Промысловыми видами Севана являются севанская форель, когак и усач, в остальных водных бассейнах — речная форель, усач, речной когак и др.
Вследствие неконтролируемого использования и ухудшения экологических условий среды обитания, в настоящее время резко уменьшились запасы местных видов рыб, отдельные виды оказались на грани уничтожения и включены в Красную книгу Армении. С целью пополнения рыбных запасов республики, начиная с 1930-х годов в разных водоемах акклиматизированы сиг и разные виды карасевых, которые сегодня являются основными промысловыми рыбами.
Ныне 90 % промыслового рыболовства осуществляется на озере Севан и в отдельные годы составляло около 2000 тонн. До спуска уровня озера основными промысловыми видами были форель, когак, а после спуска уровня — сиг, серебристый карась.

### Фармацевтические ресурсы
Основными видами животных, используемых в изготовлении фармацевтических препаратов и средств, являются:
- рукокрылые (23 вида) — птичий помёт используется в фармакологии.
- барсук — жир используется в народной медицине.
- ядовитые змеи (армянская гадюка, гюрза) — яд широко используется для лечения эпилепсии, гемофилии, рака, бронхиальной астмы и т. д..

## Генетические ресурсы

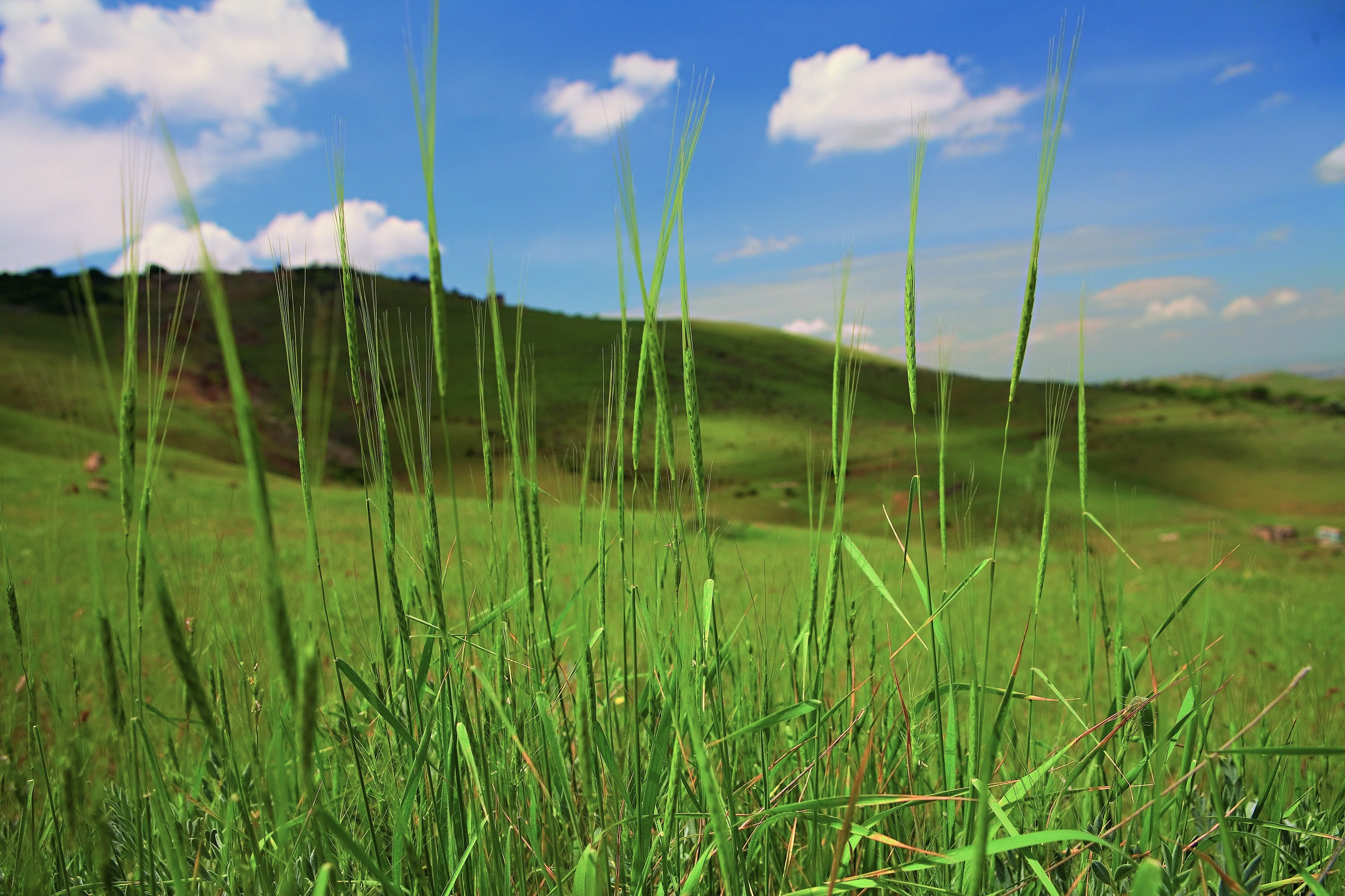
Дикая пшеница араратская (Triticum araraticum) в Эребунийском заповеднике

Возраст этнорастительных материалов на Армянском нагорье исчисляется VIII тысячелетием до н. э, а возраст ископаемых остатков культивируемых растений и их сородичей, обнаруженных в процессе раскопок — V тысячелетием до н. э.
Природа Армении чрезвычайно богата дикими сородичами культурных растений. Согласно археологическим исследованиям в древней Армении культивировались разные виды пшеницы, ячменя, ржи, проса, овса, чечевицы, гороха, бобов, арбуза, винограда, абрикоса, айвы, сливы, черешни, граната, персиков, яблок и многих других растений.

### Животные
Армянское нагорье — одно из центров возникновения одомашненных эндемических родов животных и культурных растений. Согласно археологическим исследованиям, ещё в эру неолита в Армении культивировались эндемические роды местных лошадей, крупного рогатого скота, овец и свиней. В древних армянских клинописях упоминаются разные виды сельскохозяйственных животных, разводимых и ныне виды.
В середине IX века до н. э. были известны эндемичные роды грубошерстых овец, которые усовершенствованы и культивируются и поныне (породы Мазех, Булах, Карабахский). По мнениям многих авторов Армянское нагорье было колыбелью одомашнивания коз. Среди эндемичных коз особенно был известен киликийский тонкошерстный козёл. Знаменитая порода Карабахских лошадей — также коренной вид Армянского нагорья.

### Растения

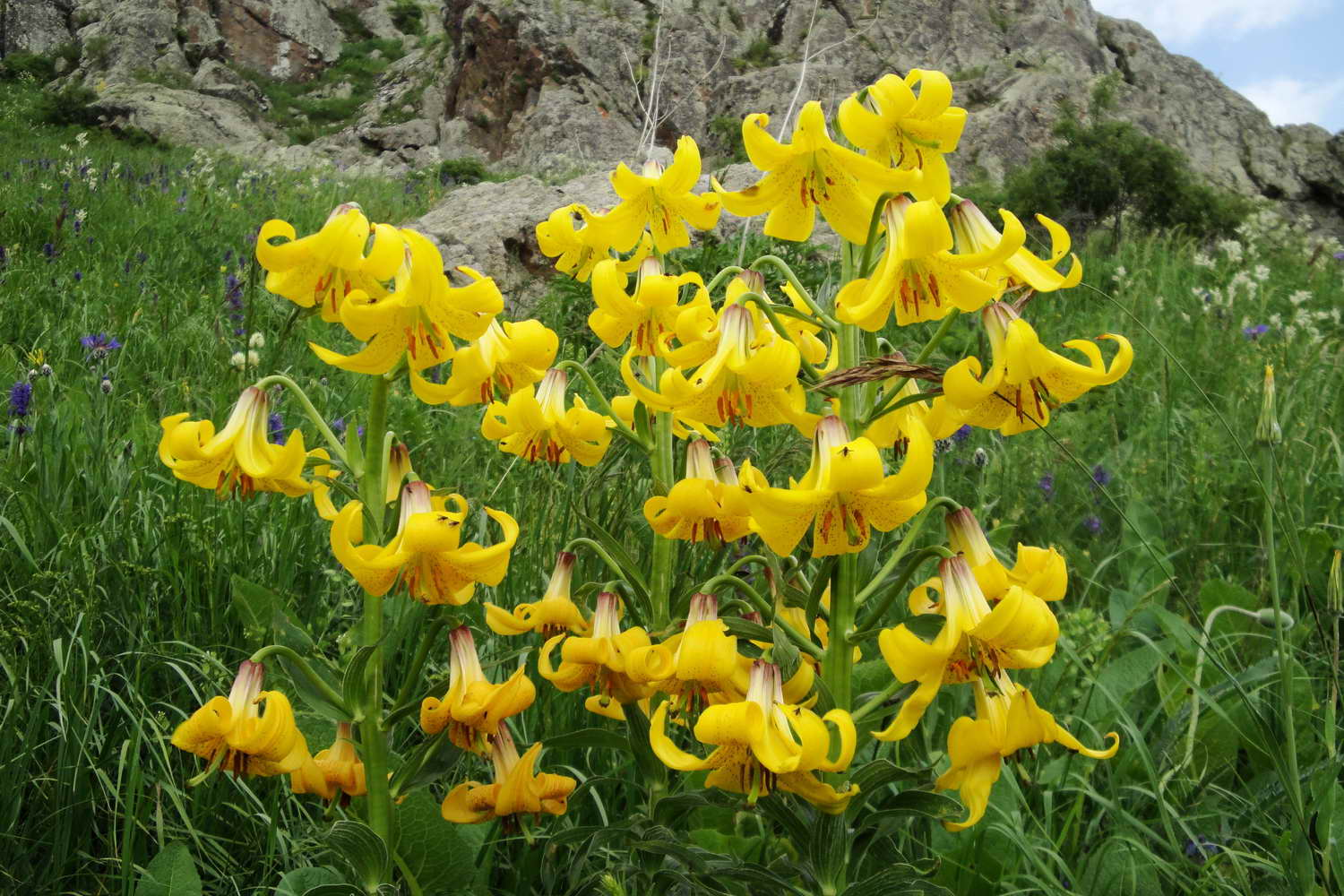
Лилия армянская на Памбакском хребте

Дикие сородичи культурных растений в основном представлены следующими группами:

#### Злаковые
- Пшеница — из немногих в мире диких видов пшеницы здесь растут 3 (пшеница беотийская (Triticum boeoticum), пшеница урарту (Triticum urartu) и пшеница араратская (Triticum araraticum).
- Рожь — дикий однолетний и дикий многолетний виды.
- Ячмень — 8 диких видов с большим внутривидовым разнообразием. Большой интерес представляют дикий двухрядный и дикий луковичный виды.
- Эгилопс — близкий пшенице род, виды которого участвовали в образовании твердых и мягких видов. В Армении обнаружено 9 видов с большим внутривидовым разнообразием.

#### Зернобобовые
В Армении обнаружены дикие виды фасоли (3), чечевицы (2), гороха (3) и баклы.

#### Кормовые растения
В основном принадлежат к семействам бобовых и злаковых. Среди бобовых распространены: люцерна — 10, эспарцет и клевер — 30, горох — 36 видов и представители других родов, экотипов и форм. Среди злаковых произрастают и культивируются: пырей, овсяница, плевел, тимофеевка, костёр и др.

#### Плодово-ягодные
В Армении в диком виде произрастают следующие растения: груша (17 видов), боярышник (11), рябина (10), слива (4) и миндаль (4), яблоня (3), абрикос, персик, айва, мушмула, вишня, черешня, орешник, фисташка туполистная, хурма обыкновенная, шелковица белая (тут белый), инжир, грецкий орех, кизил, лох.
Плодово-ягодные кустарники Армении: виноград лесной, гранат обыкновенный, земляника садовая, земляника альпийская, ежевика, смородина и др.

#### Огородно-бахчевые
Кроме культурных видов, в диком состоянии встречаются: арбуз колоцинт, дыня, свекла, шпинат, морковь, кориандр, спаржа, чеснок, различные виды лука: лук акака, лук красивосетчатый, лук Дердериана, лук шероховатостебельный.

#### Масличные
В диком состоянии произрастают: лён анатолийский, лён сельджукский, конопля, горчица, мак прицветниковый, мак восточный, мак малолистный и другие виды, экотипы, формы.